# Carl Reuterswärd (militär)
Carl Albert Edward Reuterswärd, född den 15 januari 1909 i Linköping, död den 9 juli 1997 i Lidingö, var en svensk militär. Han var son till Pontus Reuterswärd och svärson till Bogislav Klingspor.
Reuterswärd blev fänrik vid Svea artilleriregemente 1930 och löjtnant där 1934. Han genomgick Artilleri- och ingenjörhögskolans högre kurs 1934–1936 och var lärare där 1942–1944. Reuterswärd blev kapten i generalstaben 1941 och vid Norrbottens artillerikår 1945. Efter att ha blivit major i generalstaben 1948 var han avdelningschef vid arméstaben 1948–1952. Reuterswärd blev överstelöjtnant vid Göta artilleriregemente 1952 och befordrades till överste 1956. Han var chef för svenska övervakningsgruppen i Korea 1958, chef för Skånska luftvärnskåren 1956–1961, för Svea artilleriregemente 1961–1966 samt befälhavare vid Stockholms försvarsområde och kommendant vid Stockholms garnison 1966–1969. Reuterswärd var anställd inom Johnsonkoncernen 1969–1977. Han författade En västgöta ryttare: berättelsen om stamfadern Anders Hof-Reuterswärd (1984), En östgöta ryttare: berättelsen om Lorentz Peter Reuterswärd (1988) och var medarbetare i Kungl. artilleriet: Frihetstiden och Gustav III:s tid (1994). Reuterswärd blev riddare av Svärdsorden 1949, kommendör av samma orden 1960 och kommendör av första klassen 1964. Han vilar på Lidingö kyrkogård.